# Edgar Philip Prindle Wadhams
Edgar Philip Prindle Wadhams (* 21. Mai 1817 in Lewis, New York, USA; † 5. Dezember 1891 in Ogdensburg) war Bischof von Ogdensburg.

## Leben
Edgar Philip Prindle Wadhams war Diakon der Episkopalkirche der Vereinigten Staaten von Amerika. Am 6. Juni 1846 konvertierte Wadhams zur römisch-katholischen Kirche. Er empfing am 15. Januar 1850 das Sakrament der Priesterweihe für das Bistum Albany. Edgar Philip Prindle Wadhams wurde Rektor der Kathedrale Immaculate Conception in Albany und Generalvikar des Bistums Albany.
Am 15. Februar 1872 ernannte ihn Papst Pius IX. zum Bischof von Ogdensburg. Der Erzbischof von New York, John McCloskey, spendete ihm am 5. Mai desselben Jahres die Bischofsweihe; Mitkonsekratoren waren der Bischof von Burlington, Louis De Goesbriand, und der Bischof von Boston, John Joseph Williams.
Edgar Philip Prindle Wadhams nahm 1883 am Provinzialkonzil der Kirchenprovinz New York teil und 1884 am Plenarkonzil von Baltimore. 